# Ligue de Tunisie de Football Association
La Ligue de Tunisie de Football Association, acronimo LTFA, o più semplicemente Ligue de Tunisie de Football, è stata un'associazione calcistica fondata nel 1921, durante il periodo coloniale francese, e dipendente dalla Federazione calcistica della Francia.
Si è sciolta nel 1956 in seguito all'indipendenza della Tunisia ed è stata rimpiazzata dalla Federazione calcistica della Tunisia.

## Club fondatori
Complessivamente furono 43 i club che fondarono la LTFA:
- Divisione I :
  - Association sportive de l'École coloniale d'agriculture
  - Avant-garde de Tunis
  - Lutins de Tunis
  - Melita Sports
  - Racing Club de Tunis
  - Sporting Club de Tunis
  - Union sportive tunisienne
  - Stade gaulois
- Promozione I :
  - Amical Club de Tunis
  - Club athlétique de Tunis
  - Club athlétique des sports généraux
  - Club sportif des cheminots
  - Espérance Sportive de Tunis
  - Jeune France de Tunis
  - Jeunesse sportive de Tunis
  - Union goulettoise
- Divisione II :
  - Club Africain
  - Jeanne d'Arc di Tunisi
  - Gauloise di Tunisi
  - La Radésienne
  - Red Star Club de l'Ariana
  - Svic Club de Tunis
- Promozione II :
  - Africa Sports de Tunis
  - Arago Club de Tunis
  - Club sportif du Belvédère
  - Gallia Club
  - Orientale de Tunis
  - Alliance sportive
  - Kram olympique
  - Medjerdah de Medjez el-Bab
  - Tunis Sport
  - Union sportive béjaoise
- Distretto Centro e Sud :
  - Sfax olympique
  - France de Sfax
  - Éclaireurs de France de Sfax
  - Union sportive soussienne
  - Métlaoui Sports
- Distretto Nord :
  - Club olympique de Bizerte
  - Bijouville Club de Bizerte
  - Stade ferryvillois
  - Sporting Club de Ferryville
  - Club sportif du travail de Ferryville
  - Stade mateurois

## Palmares

### Campionati
- 1921-1922 : Racing Club de Tunis
- 1922-1923 : Stade gaulois
- 1923-1924 : Stade gaulois
- 1924-1925 : Racing Club de Tunis
- 1925-1926 : Sporting Club
- 1926-1927 : Stade gaulois
- 1927-1928 : Sporting Club
- 1928-1929 : Avant-garde de Tunis
- 1929-1930 : Union sportive tunisienne
- 1930-1931 : Union sportive tunisienne
- 1931-1932 : Italia de Tunis
- 1932-1933 : Union sportive tunisienne
- 1933-1934 : Sfax Railways Sports
- 1934-1935 : Italia de Tunis
- 1935-1936 : Italia de Tunis
- 1936-1937 : Italia de Tunis
- 1937-1938 : Savoia de La Goulette
- 1938-1939 : Club sportif gabésien
- 1939-1940 : non disputato
- 1940-1941 : non disputato
- 1941-1942 : Espérance Sportive de Tunis
- 1942-1943 : non disputato
- 1943-1944 : non disputato
- 1944-1945 (campionato di guerra) : Club Athlétique Bizertin
- 1945-1946 (campionato di guerra) : Club Athlétique Bizertin
- 1946-1947 : Club Africain
- 1947-1948 : Club Africain
- 1948-1949 : Club Athlétique Bizertin
- 1949-1950 : Étoile Sportive du Sahel
- 1950-1951 : Club Sportif de Hammam Lif
- 1951-1952 : Non disputato
- 1952-1953 : Sfax Railways Sports
- 1953-1954 : Club Sportif de Hammam Lif
- 1954-1955 : Club Sportif de Hammam Lif
- 1955-1956 : Club Sportif de Hammam Lif
- 1956-1957 : Stade Tunisien

### Coppa
- 1922-1923 : Avant-garde de Tunis
- 1923-1924 : Racing Club de Tunis
- 1924-1925 : Stade gaulois
- 1925-1926 : Sporting Club de Tunis
- 1926-1927 : Stade gaulois
- 1927-1928 : Non disputata
- 1928-1929 : Non disputata
- 1929-1930 : Union sportive tunisienne
- 1930-1931 : Union sportive tunisienne
- 1931-1932 : Racing Club de Tunis
- 1932-1933 : Union sportive tunisienne
- 1933-1934 : Union sportive tunisienne
- 1934-1935 : Union sportive tunisienne
- 1935-1936 : Italia de Tunis
- 1936-1937 : Stade gaulois
- 1937-1938 : Sporting Club de Tunis
- 1938-1939 : Espérance Sportive de Tunis
- 1939-1940 : Non disputata
- 1940-1941 : Non disputata
- 1941-1942 : Union sportive de Ferryville
- 1942-1943 : Non disputata
- 1943-1944 : Non disputata
- 1944-1945 : Olympique de Tunis
- 1945-1946 : Patrie Football Club bizertin
- 1946-1947 : Club Sportif de Hammam Lif
- 1947-1948 : Club Sportif de Hammam Lif
- 1948-1949 : Club Sportif de Hammam Lif
- 1949-1950 : Club Sportif de Hammam Lif
- 1950-1951 : Club Sportif de Hammam Lif
- 1951-1952 : Non disputata
- 1952-1953 : Non disputata
- 1953-1954 : Club Sportif de Hammam Lif
- 1954-1955 : Club Sportif de Hammam Lif